# Czasoprzestrzeń (album)
Czasoprzestrzeń – album studyjny polskiego rapera Hadesa nagrany we współpracy z producentem muzycznym Emade i DJ-em Kebsem. Materiał został zrealizowany i zmiksowany przez Staszka Koźlika, mastering wykonał Jacek Gawłowski. Z kolei oprawę graficzną wykonał Mr Walczuk. Wydawnictwo ukazało się 5 grudnia 2014 roku nakładem wytwórni muzycznej Prosto.
Płyta uplasowała się na 50. miejscu zestawienia OLiS.

## Lista utworów
Opracowano na podstawie materiału źródłowego.
1. "Doskonałe proporcje" - 5:00
2. "Muzyka z brodą" - 3:24
3. "Robo ty" - 4:25
4. "Pełny słoik" - 3:30
5. "Dziewięćdziesiątki" - 3:29
6. "Proste słowa" (pianino: Mariusz Obijalski) - 3:06
7. "Sumo rap" - 4:11
8. "Nigdy w życiu" (pianino: Mariusz Obijalski) - 3:01
9. "Nie przestaniemy" - 4:08
10. "Dziwki i dilerzy" - 4:09
11. "Bieg po linie" - 3:34
12. "Już po mnie" - 4:54
13. "Za daleko od słońca" - 3:03